# 单花耳草
单花耳草（学名：Hedyotis taiwanensis），为茜草科耳草属下的一个植物种。